# Josselin Ouanna
Josselin Ouanna (Tours, 14 aprile 1986) è un ex tennista francese.